# 圣费利克斯德雷亚克和莫特马尔
圣费利克斯德雷亚克和莫特马尔（法語：Saint-Félix-de-Reillac-et-Mortemart，法語發音：[sɛ̃ feliks də ʁɛjak e mɔʁtəmaʁ]）是法国多尔多涅省的一个市镇，位于该省中南部偏东，属于萨拉拉卡内达区。

## 地理
圣费利克斯德雷亚克和莫特马尔（45°1'12"N, 0°54'55"E）面积20.31 平方千米，位于法国新阿基坦大区多爾多涅省，该省份为法国西南部内陆省份，是法國本土面积第三大的省，大致对应佩里戈尔地区，北起顺时针与夏朗德省、上维埃纳省、科雷兹省、洛特省、洛特-加龙省、吉倫特省和滨海夏朗德省接壤。
与圣费利克斯德雷亚克和莫特马尔接壤的市镇（或旧市镇、城区）包括：拉杜兹、圣热拉克、鲁菲尼亚克-圣塞尔南德雷亚克、莫藏和米雷蒙、茹尼亚克、卢伊尔河-科多河谷村、拉克罗普特。

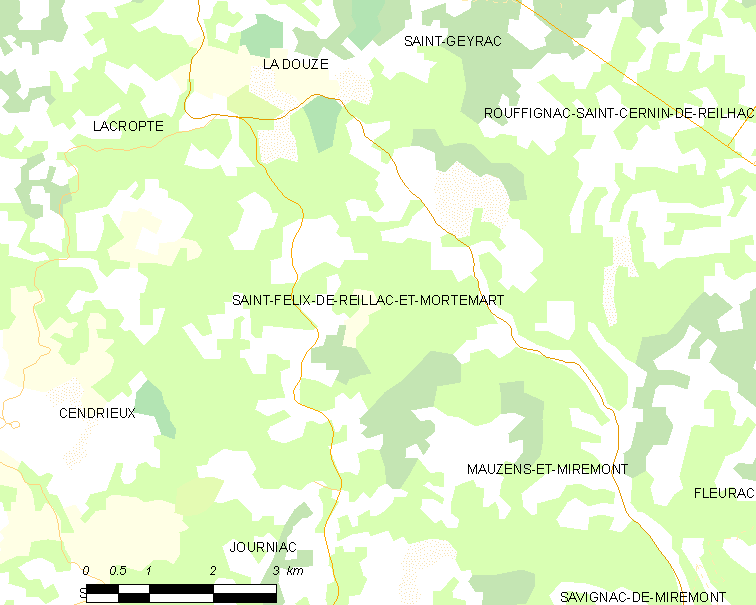
圣费利克斯德雷亚克和莫特马尔的OSM定位图

圣费利克斯德雷亚克和莫特马尔的时区为UTC+01:00、UTC+02:00（夏令时）。

## 行政
圣费利克斯德雷亚克和莫特马尔的邮政编码为24260，INSEE市镇编码为24404。

## 政治
圣费利克斯德雷亚克和莫特马尔所属的省级选区为人谷县。

## 人口

1962-2008年间圣费利克斯德雷亚克和莫特马尔人口变化图示

圣费利克斯德雷亚克和莫特马尔于2022年1月1日时的人口数量为178人。